# Тихомир
Тихоми́р — славянское двухосновное мужское имя. Происходит от слов «тихий» и «мирный». Первый компонент имени Тих- является препозиционным и обозначал черту поведения — молчаливого, спокойного человека, а второй -мир является постпозиционным компонентом. Было одним из нецерковных имён, имевшее хождение в России в XVII веке.
Имя является редким у украинцев, но популярным у южных славян, а от хорватов оно было перенято венграми.
Отчества: Тихоми́рович, Тихоми́ровна, в старые времена — Тихоми́ров, а также разговорная форма — Тихоми́рыч. Женская форма имени — Тихоми́ра, от неё же уменьшительный вариант Тихоми́рка.
От этого имени произошла распространённая русская фамилия Тихомиров. В адресной книге Санкт-Петербурга за 1910 год фамилия встречается 192 раза, находясь тем самым на 55 позиции среди 100 часто встречающихся фамилий.